# Represa de Salto Santiago
La represa Salto Santiago, está ubicada sobre el río Iguazú, en el municipio de Saudade do Iguaçu, estado de Paraná, Brasil, a 40 km de la ciudad de Laranjeiras do Sul.
La central posee una potencia total instalada de 1.420 MW, distribuida entre 4 turbinas tipo Francis, que entraron en operación paulatinamente entre 1980 y 1982. La presa tiene una longitud de 1.400 metros y 80 metros de altura, el embalse posee una superficie de 208 km².
Construida y operada por la empresa estatal Eletrosul hasta 1997, actualmente está concesionada a la empresa Tractebel Energía.